# Collaborazioni di C. L. Moore e Henry Kuttner
Questa voce fornisce una bibliografia delle opere composte in collaborazione dagli scrittori statunitensi Catherine Lucille Moore e Henry Kuttner.

## Panoramica
Catherine Lucille Moore (1911-1987) e Henry Kuttner (1915-1958) sono stati due prolifici scrittori statunitensi di fantascienza e a partire dal loro matrimonio nel 1940 hanno composto in collaborazione la gran parte delle proprie opere, fino alla scomparsa prematura di Kuttner. L'esatta attribuzione dei loro romanzi e racconti risulta difficoltosa, in quanto solo una minoranza delle loro collaborazioni apparve sin da subito a firma congiunta: la maggior parte dei loro scritti fu invece pubblicata sotto gli pseudonimi di Lewis Padgett, Lawrence O'Donnell, Keith Hammond e C. H. Liddell, e in molte opere firmate dal solo Kuttner si rintracciano comunque interventi palesi di Moore – in più, è ragionevolmente certo che alcune opere composte a nome Padgett e a nome O'Donnell siano in realtà state composte o principalmente da Kuttner o principalmente da Moore, rispettivamente.
Questa pagina elenca quindi gli scritti collaborativi di Moore e Kuttner suddividendoli in base alla firma della prima edizione.

## Opere

### Come C. L. Moore e Henry Kuttner (1937–1956)
Sono certamente attribuibili a entrambi i coniugi sette fra romanzi e romanzi brevi e altrettanti racconti.

#### Romanzi
Il romanzo L'ultima cittadella della Terra fu pubblicato a firma congiunta sin dalla prima edizione, mentre i successivi sei furono firmati dal solo Henry Kuttner, ma la critica è concorde nel rintracciarvi anche l'apporto di Catherine Moore. 
- L'ultima cittadella della Terra (Earth's Last Citadel), serializzato in quattro puntate in Argosy aprile, maggio, giugno e luglio 1943; prima edizione in volume nel periodico Fantastic Novels Magazine luglio 1950 e poi in formato libro per Ace Books, 1964. Trad. Stefano Massaron in Millemondinverno 1991: 1 romanzo breve e 15 racconti, Urania Millemondi 40, Arnoldo Mondadori Editore, inverno 1991.
- Il mondo oscuro (The Dark World), Startling Stories estate 1946; prima edizione in volume nel periodico Fantastic Story Magazine inverno 1954, poi in formato libro per Ace Books, 1965. Trad. Lella Moruzzi in [Spade e robot], Nova SF* a. XIV (XXXII) n. 34 (76), Perseo Libri, dicembre 1998.
- Lands of the Earthquake o City of Sorcerers, Startling Stories maggio 1947; prima edizione in volume nel tomo doppio Lands of the Earthquake / Under a Dim Blue Sun, DMR Books, 2017.
- La maschera di Circe (The Mask of Circe), Startling Stories maggio 1948; prima edizione in volume Ace Books, 1971. Trad. Guido Zurlino in All'ombra degli dei, Biblioteca di Fantasy & Horror 1, Arnoldo Mondadori Editore, 1979.
- The Time Axis, Startling Stories gennaio 1949; prima edizione in volume Ace Books, 1965.
- The Portal in the Picture o Beyond Earth's Gates, Startling Stories settembre 1949; prima edizione in volume nel tomo doppio Beyond Earth's Gates / Daybreak—2250 A.D., Ace Double D-69, Ace Books, 1954.
- Il pozzo dei mondi (The Well of Worlds), Startling Stories marzo 1952; prima edizione in volume Galaxy Science Fiction Novel 17, Galaxy Publishing Corp., 1953. Trad. Sergio Perrone, Urania 1161, Arnoldo Mondadori Editore, settembre 1991.

#### Racconti singoli
Dato il gran numero di racconti firmati dal solo Kuttner in cui si ipotizza un apporto di Moore, per brevità si elencano qui solo i sette testi apparsi già in origine a firma congiunta. 
- "La cerca della pietra stellare" ("Quest of the Starstone"), Weird Tales novembre 1937. Racconto della saga di Jirel di Joiry, composta per il resto dalla sola Moore.
- "The Devil We Know", Unknown Fantasy Fiction agosto 1941.[4]
- "Una supposizione insensata" ("A Wild Surmise"), nell'antologia Star Science Fiction Stories 1, a cura di Frederik Pohl, Ballantine Books, 1953. Trad. ignota nell'antologia La forza del sogno, a cura di Roger Caillois, Collana Fenice 5, Guanda, 1960.
- "Il trionfo del cacciatore" ("Home Is the Hunter"), Galaxy Science Fiction luglio 1953. Trad. ignota in Galaxy anno III n. 5, Casa Editrice La Tribuna, maggio 1960.
- "La polizia dello Spazio" ("Or Else"), Amazing Stories agosto-settembre 1953. Trad. ignota nell'antologia Destinazione Universo, I Gabbiani 1, Vallecchi Editore, 1957.
- "La furia" ("Two-Handed Engine"), The Magazine of Fantasy and Science Fiction agosto 1955. Trad. Daniela Abravenel nell'antologia Il sorriso metallico, Fantapocket 8, Longanesi & C., 1976.
- "Home There's No Returning", nella raccolta No Boundaries, Ballantine Books, 1955.

#### Raccolte di narrativa breve
Quando Kuttner era ancora in vita lui e Moore allestirono un'unica raccolta di racconti a firma congiunta.
- No Boundaries, Ballantine Books, 1955. Comprende una postfazione biografica anonima, quattro racconti autoconclusivi e il primo episodio del ciclo degli Hogben.

### Come "Lewis Padgett" (1941–1953)
Sotto questo pseudonimo sono stati pubblicati due romanzi, due romanzi brevi, due romanzi fix-up formati da cinque episodi l'uno, due episodi su quattro di una serie di racconti, e ventidue racconti autoconclusivi.

#### Ciclo diGalloway Gallegher
Saga di cinque racconti che, stando alla testimonianza di Moore, può essere attribuita al solo Kuttner. Riorganizzata dall'autore secondo la cronologia interna e riunita nel romanzo fix-up I robot non hanno la coda (Robots Have No Tails), Gnome Press, 1952; trad. Lella Pollini, Galassia 16, Casa Editrice La Tribuna, 15 Aprile/15 Maggio 1962.
1. "Il robot vanitoso" ("The Proud Robot"), Astounding Science-Fiction ottobre 1943.
2. "Supergallegher" ("Gallegher Plus"), Astounding Science Fiction novembre 1943.
3. "I conquistatori del mondo" ("The World Is Mine"), Astounding Science-Fiction giugno 1943.
4. "Ex Machina" ("Ex machina"), Astounding Science Fiction aprile 1948.
5. "L'armadio temporale" ("The Time Locker"), Astounding Science-Fiction gennaio 1943.

#### Ciclo deiMutanti(Baldies)
Saga di cinque racconti riunita nel romanzo fix-up Mutant (Gnome Press, 1953), a firma del solo Kuttner; a partire dalla ristampa Weidenfeld & Nicolson del 1954, i singoli episodi sono unificati da una cornice narrativa composta appositamente.
La stesura definitiva del fix-up è stata pubblicata in italiano come Operazione Apocalisse, trad. Stanis La Bruna, Il Girasole-Biblioteca Economica Mondadori 31, Arnoldo Mondadori Editore, 1955.
1. "Il figlio del pifferaio" ("The Piper's Son"), Astounding Science Fiction febbraio 1945.
2. "Tre topolini ciechi" ("Three Blind Mice"), Astounding Science Fiction giugno 1945.
3. "Il leone e l'unicorno" ("The Lion And The Unicorn"), Astounding Science Fiction luglio 1945.
4. "I Mendicanti Ricchi" ("Beggars in Velvet"), Astounding Science Fiction dicembre 1945.
5. "Humpty Dumpty" "(Humpty Dumpty"), Astounding Science Fiction settembre 1953.

#### Ciclo della famigliaHogben
Kuttner coniò il cognome "Hogben" nel racconto realistico autoconclusivo "The Old Army Game" (Thrilling Adventures novembre 1941), in seguito lo riutilizzò per la famiglia protagonista di un ciclo fantascientifico di quattro episodi; tutti i testi apparvero in origine su rivista a nome del solo Kuttner, ma il primo e il terzo sono stati poi accreditati a "Lewis Padgett" nella raccolta A Gnome There Was (Simon & Schuster, 1950), il che potrebbe rivelare un apporto di Moore alla composizione. A differenza di quanto fatto con le saghe di Gallegher e dei Mutanti, i due autori non organizzarono mai il ciclo degli Hogben in un fix-up, bensì lo suddivisero deliberatamente in varie antologie; è stato riunito per la prima volta con attribuzione al solo Kuttner nel volume postumo The Hogben Chronicles (Borderland Press, 2013), che include anche "The Old Army Game" in quanto "episodio zero".
1. "Esce il Professore" ("Exit the Professor"), Thrilling Wonder Stories ottobre 1947. Trad. Giampaolo Cossato e Sandro Sandrelli nell'antologia Le grandi storie della fantascienza 9 – 1947, a cura di Isaac Asimov e Martin H. Greenberg, SIAD Edizioni, 1984.
2. "L'occhio" ("Pile of Trouble"), Thrilling Wonder Stories aprile 1948. Nella raccolta Il twonky, il tempo e la follia, curatela e traduzione di Sandro Sandrelli, Science Fiction Book Club 41, Casa Editrice La Tribuna, 1971.
3. "See You Later", Thrilling Wonder Stories giugno 1949.
4. "Guerra Fredda" ("Cold War"), Thrilling Wonder Stories ottobre 1949. Trad. Giampaolo Cossato e Sandro Sandrelli nell'antologia Le grandi storie della fantascienza 11 – 1949, a cura di Isaac Asimov e Martin H. Greenberg, SIAD Edizioni, 1985.

#### Romanzi autoconclusivi
Tutti i quattro romanzi sono stati ripubblicati o sempre a nome "Lewis Padgett" o a firma congiunta.
- Senza esclusione di colpi (The Brass Ring, anche intitolato Murder in Brass), Duell, Sloan and Pearce, 1946. Trad. ignota, Il Giallo Mondadori 635, Arnoldo Mondadori Editore, 2 aprile 1961.
- La scacchiera sterminata (The Fairy Chessmen o Chessboard Planet o The Far Reality), serializzato in due puntate in Astounding Science Fiction gennaio e febbraio 1946; prima edizione in volume nel tomo doppio Tomorrow and Tomorrow and the Fairy Chessmen, Gnome Press, 1951. Trad. Stanis Marvel nel volume doppio Scacchiera sterminata, I Romanzi del Cosmo 8, Ponzoni Editore, gennaio 1958.
- Ossessione (The Day He Died), Duell, Sloan and Pearce, 1947. Trad. ignota, Il Giallo Mondadori 138, Arnoldo Mondadori Editore, 22 settembre 1951.
- Il tumore della Terra (Tomorrow and Tomorrow), serializzato in due puntate in Astounding Science Fiction gennaio e febbraio 1947; prima edizione in volume nel tomo doppio Tomorrow and Tomorrow and the Fairy Chessmen, Gnome Press, 1951. Trad. Stanis Marvel nel volume doppio Scacchiera sterminata, I Romanzi del Cosmo 8, Ponzoni Editore, gennaio 1958.

#### Racconti autoconclusivi
A seconda dell'edizione, vengono riproposti o a nome del solo Henry Kuttner o a firma congiunta.
- "C'era uno gnomo" ("A Gnome There Was"), Unknown Worlds ottobre 1941. Trad. Antonio Bellomi nell'antologia Le grandi storie della fantascienza 3 – 1941, a cura di Isaac Asimov e Martin H. Greenberg, SIAD Edizioni, 1981.
- "Il Twonky" ("The Twonky"), Astounding Science-Fiction settembre 1942. Ne Il twonky, il tempo e la follia, traduzione e curatela di Sandro Sandrelli, Science Fiction Book Club 41, Casa Editrice La Tribuna, 1971.
- "Compliments of the Author", Unknown Worlds ottobre 1942.[5]
- "Piggy Bank", Astounding Science-Fiction dicembre 1942.
- "Shock" ("Shock"), Astounding Science-Fiction marzo 1943. Ne Il twonky, il tempo e la follia, traduzione e curatela di Sandro Sandrelli, Science Fiction Book Club 41, Casa Editrice La Tribuna, 1971.
- "Open Secret", Astounding Science-Fiction aprile 1943.
- "Endowment Policy", Astounding Science-Fiction agosto 1943.
- "Il sistema ferroso" ("The Iron Standard"), Astounding Science Fiction dicembre 1943. Trad. Antonio Bellomi nell'antologia Le grandi storie della fantascienza 5 – 1943, a cura di Isaac Asimov e Martin H. Greenberg, SIAD Edizioni, 1982.
- "Tutti smolai erano i Borogovi" ("Mimsy Were the Borogoves"), Astounding Science-Fiction febbraio 1943. Trad. ignota in Pianeta 14, Compagnia Editoriale, Gennaio/Febbraio 1967.
- "Quando il ramoscello si spezza" ("When the Bough Breaks"), Astounding Science Fiction novembre 1944. Ne Il twonky, il tempo e la follia, traduzione e curatela di Sandro Sandrelli, Science Fiction Book Club 41, Casa Editrice La Tribuna, 1971.
- "Mimetizzazione" ("Camouflage"), Astounding Science Fiction settembre 1945. Trad. Cesare Scaglia nell'antologia Com'era lassù e altri racconti, Urania 348, Arnoldo Mondadori Editore, 6 Settembre 1964.
- "Ciò che ti serve" ("What You Need"), Astounding Science Fiction ottobre 1945. Trad. nell'antologia Le grandi storie della fantascienza 7 – 1945, a cura di Isaac Asimov e Martin H. Greenberg, SIAD Edizioni, 1983.
- "Line to Tomorrow", Astounding Science Fiction novembre 1945.
- "We Kill People", Astounding Science Fiction marzo 1946.
- "The Cure", Astounding Science Fiction maggio 1946.
- "Rain Check", Astounding Science Fiction luglio 1946.
- "Time Enough", Astounding Science Fiction dicembre 1946.
- "Project", Astounding Science Fiction aprile 1947.
- "Jesting Pilot", Astounding Science Fiction maggio 1947.
- "Margin for Error", Astounding Science Fiction novembre 1947.
- "L'Occhio privato" ("Private Eye"), Astounding Science Fiction gennaio 1949. Trad. Giampaolo Cossato e Sandro Sandrelli nell'antologia Le grandi storie della fantascienza 11 – 1949, a cura di Isaac Asimov e Martin H. Greenberg, SIAD Edizioni, 1985.
- "Il Prigioniero nel Cranio" ("The Prisoner in the Skull"), Astounding Science Fiction febbraio 1949. Trad. Giampaolo Cossato e Sandro Sandrelli nell'antologia Le grandi storie della fantascienza 11 – 1949, a cura di Isaac Asimov e Martin H. Greenberg, SIAD Edizioni, 1985.

#### Raccolte di narrativa breve
Moore e Kuttner firmarono come "Lewis Padgett" le loro tre prime raccolte in volume di testi brevi; tutti i materiali sono stati poi riproposti in edizioni firmate coi nomi anagrafici.
- A Gnome There Was, Simon & Schuster, 1950. Comprende nove racconti autoconclusivi e due episodi (il primo e il terzo) del ciclo degli Hogben.
- Scacchiera sterminata (Tomorrow and Tomorrow and the Fairy Chessmen), Gnome Press, 1951. Trad. Stanis Marvel, I Romanzi del Cosmo 8, Ponzoni Editore, gennaio 1958. Volume doppio contenente i romanzi brevi La scacchiera sterminata e Il tumore della Terra.
- Line to Tomorrow, Bantam Books, 1954. Comprende sette racconti autoconclusivi, di cui quattro già apparsi in A Gnome There Was.

### Come "Lawrence O'Donnell" (1943–1950)
Sotto questo pseudonimo sono stati pubblicati un romanzo, due romanzi brevi, due racconti interconnessi e quattro racconti autoconclusivi.

#### Ciclo delleFortezze
Dilogia di romanzi attribuita al solo Henry Kuttner nelle prime ristampe in volume.
1. Scontro nella notte (Clash by Night), Astounding Science-Fiction marzo 1943; prima edizione in volume nell'antologia The Astounding Science Fiction Anthology, a cura di John W. Campbell, Simon & Schuster, 1952.
2. Furia (Fury), serializzato in tre puntate in Astounding Science Fiction maggio, giugno e luglio 1947; prima edizione in volume in Science Fiction Classics, Grosset & Dunlap, 1950.

Il secondo romanzo fu pubblicato in Italiano per la prima volta come Gli immortali, trad. Stanis Marvel, I Romanzi del Cosmo 10, Ponzoni Editore, marzo 1958; in seguito la dilogia è stata tradotta integralmente e pubblicata nel volume omnibus Furia, trad. Riccardo Valla, Cosmo Serie Oro. Classici della narrativa di fantascienza 6, Editrice Nord, 1972.

#### Ciclo deiThresholders
Dittico di racconti successivamente attribuito alla sola Catherine Moore nella raccolta Judgment Night, Gnome Press, 1952.
- "Terra Promessa" ("Promised Land"), Astounding Science Fiction febbraio 1950. Trad. Davide Mana in Alia. L'arcipelago del fantastico 3, CS Coop. Studi Libreria Editrice, 2005.
- "L'erede legittimo" ("Heir Apparent"), Astounding Science Fiction luglio 1950. Trad. Manuela McMillen in [L'erede legittimo], Nova SF* a. XVI (XXXIV) n. 46 (88), Perseo Libri, dicembre 2000.

#### Romanzi autoconclusivi
È stato successivamente attribuito alla sola Catherine Moore nella raccolta Judgment Night, Gnome Press, 1952.
- Paradise Street, Astounding Science Fiction settembre 1950.

#### Racconti autoconclusivi
"L'ora dei fanciulli" e "This Is the House" sono usualmente ristampati a nome del solo Henry Kuttner, "The Code" e "Tempo di vendemmia" sono stati attribuiti alla sola Catherine Moore rispettivamente nelle raccolte Judgment Night (Gnome Press, 1952) e La stagione della vendemmia (Doubleday, 1975; trad. Arnoldo Mondadori Editore, 1991).
- "L'ora dei fanciulli" ("Children's Hour"), Astounding Science Fiction marzo 1944. Trad. ignota in appendice al romanzo Imponderabile più X di Eric Frank Russell, I Romanzi del Cosmo 119, Ponzoni Editore, 15 Marzo 1963.
- "The Code", Astounding Science Fiction luglio 1945.
- "This Is the House", Astounding Science Fiction febbraio 1946.[6]
- "Tempo di vendemmia" ("Vintage Season"), Astounding Science Fiction settembre 1946. Trad. Vera Martini nell'antologia Racconti per le ore piccole, a cura di Alfred Hitchcock, Il Brivido e l'Avventura 6, Giangiacomo Feltrinelli Editore, 1962.

### Come "Keith Hammond" (1946–1947)
Pseudonimo già usato da Kuttner per degli scritti giovanili composti o singolarmente o in collaborazione per Robert Bloch, riutilizzato dopo il matrimonio con Moore per firmare un romanzo, un romanzo breve e due racconti.

#### Romanzi autoconclusivi
Il primo testo è stato riconosciuto come una collaborazione fra Kuttner e Moore, il secondo potrebbe essere attribuibile al solo Kuttner.
- La valle della fiamma (Valley of Flame), Startling Stories marzo 1946; prima edizione in volume Ace Books, 1964. Trad. Lella Moruzzi, Biblioteca di Nova SF* 19, Perseo Libri, 2004.
- Lord of the Storm, Startling Stories settembre 1947, prima edizione in volume e-book Faded Page, 2022.

#### Racconti autoconclusivi
La doppia attribuzione è certa per il primo testo, ma non per il secondo.
- "Call Him Demon", Thrilling Wonder Stories autunno 1946.
- "Dark Dawn", Thrilling Wonder Stories agosto 1947.

### Come "C. H. Liddell" (1950–1953)
Pseudonimo usato nella fase finale della carriera di Moore e Kuttner per otto racconti autoconclusivi.

#### Racconti autoconclusivi
- "The Sky Is Falling", Planet Stories autunno 1950.
- "Carry Me Home", Planet Stories inverno 1950.
- "The Odyssey of Yiggar Throlg", Startling Stories gennaio 1951.
- "Golden Apple", Famous Fantastic Mysteries marzo 1951.
- "Android", The Magazine of Fantasy and Science Fiction giugno 1951.
- "We Shall Come Back", Science Fiction Quarterly novembre 1951.
- "The Visitors", Science Fiction Quarterly maggio 1953.
- "Where the World Is Quiet", Fantastic Universe maggio 1954.